# Billesholm (Skåne)
 For alternative betydninger, se Billesholm. (Se også artikler, som begynder med Billesholm)
Billesholm er en mineby i Skåne, der nu er vokset sammen med Bjuv og Gundestrup , og har fået sit navn fra grundlæggeren af Billesholm kongsgård, adelsmanden Jens Bille (1531–1575) fra den danske (skånske) uradelsslægt Bille.